# Commedia dell'arte

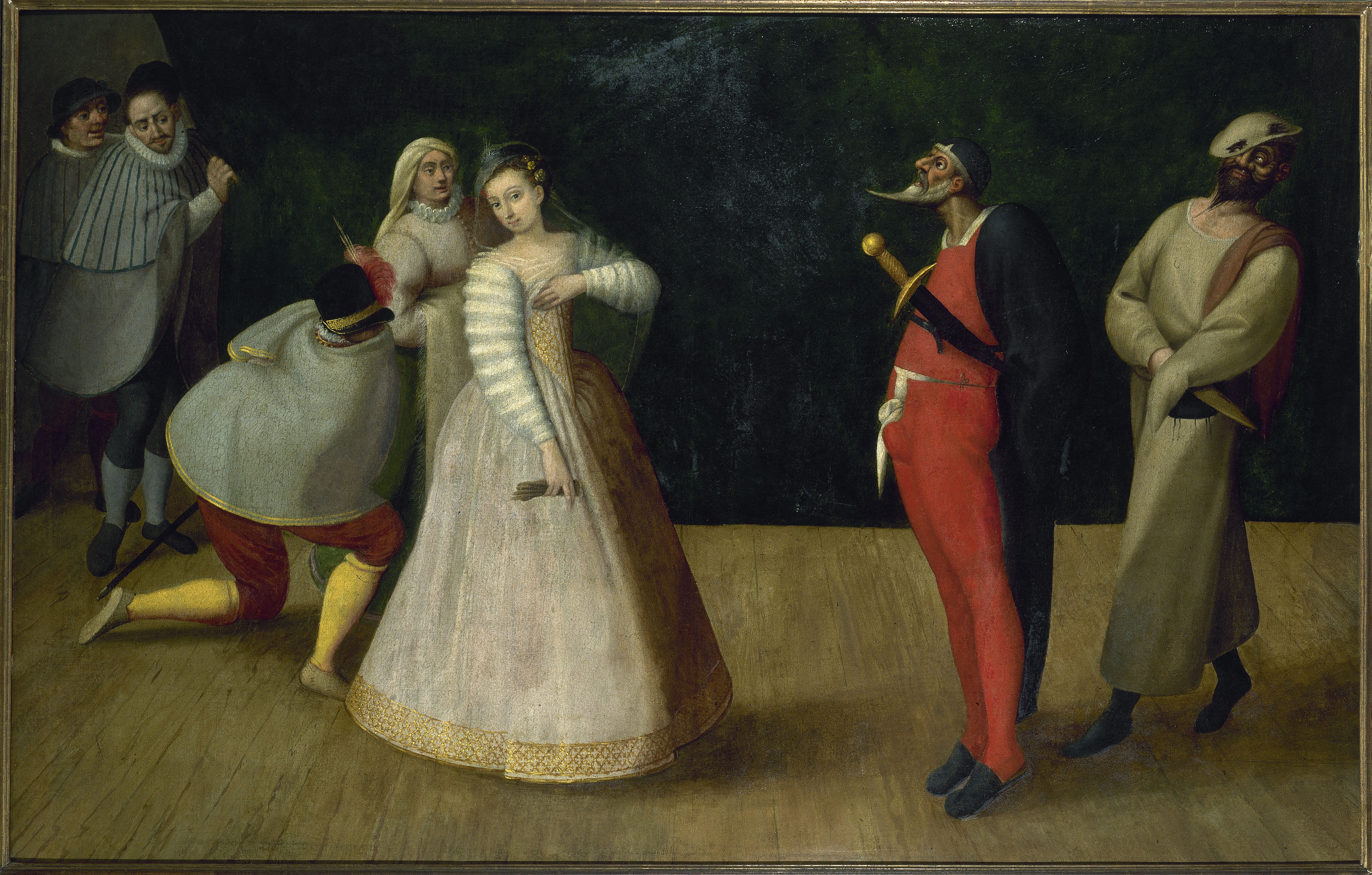
Een commedia dell'arte-toneelgroep afgebeeld op een 16e-eeuws Vlaams schilderij

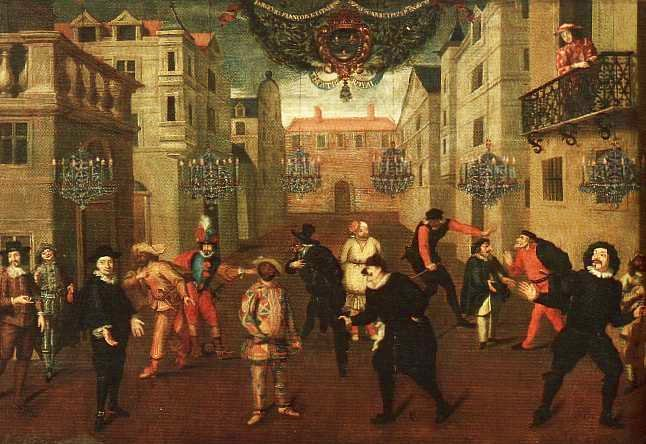
Schrijver en acteur Molière presenteert komische acteurs van zijn generatie en van daarvoor, 1670

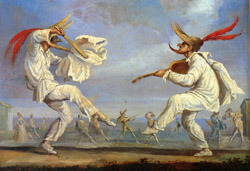
19e-eeuwse illustratie van de commedia dell'arte

De commedia dell'arte (letterlijk: beroepstheater) is een vorm van improvisatietheater die uit Italië stamt. Het genre was vooral populair van de 16e tot de 18e eeuw. Een andere benaming ervoor is commedia delle maschere, naar de gebruikte maskers. De commedia dell'arte combineerde serieuze en komische elementen. Figuren als Harlekijn en Pantalone werden erdoor gepopulariseerd in diverse Europese tradities. Na de theaterhervorming van Carlo Goldoni verdween de toneelvorm. Tegenwoordig leven de personages uit de commedia verder in ballet, pantomime, poppenspel, circus en carnaval.

## Beschrijving
Tegenover de "geleerde" komedie, die aan de hoven en academies door gelegenheids(amateur)spelers werd opgevoerd, belichaamde de commedia dell'arte de scenische volkshumor. Het was een toneeltechniek zonder vaste regels, waarbij geen geschreven tekst werd gebruikt: de hoofdinhoud van het stuk was vastgelegd in een "scenario", waarop de spelers verder improviseerden, elk naar eigen smaak en talent. Er werden zo veel mogelijk toespelingen op actuele gebeurtenissen en personen ingelast, gapingen in de handeling werden opgevuld met visuele grappen, met zorgvuldig voorbereide tirades, acrobatische capriolen, muziek, dans, pantomime enz. Het improviseren was daardoor eigenlijk een "vak" (un' arte).
Kenmerkend is dat in deze komedies steeds dezelfde personages met steeds dezelfde naam, een direct herkenbaar uiterlijk en eenzelfde karakter optreden. Enkele personages zijn:
- Arlecchino (Harlekijn)
- Brighella
- Capitano (kapitein)
- Colombina
- Dottore
- Isabella
- Pantalone
- Pulcinella
- Scaramouche
- Tartaglia

De plot van het toneel behelst veelal de toenadering van twee jonggeliefden. Bij Giorgia en Lucia, en later bijvoorbeeld ook in Romeo and Juliet van Shakespeare, wordt deze toenadering tegengewerkt.
De maschere (maskers) zijn echter de ware hoofdrolspelers. Zij krijgen alle ruimte om te improviseren en maken van hun rol vaak een karikatuur. De improvisatie bracht met zich mee dat de acteurs bijzonder goed op de hoogte moesten zijn van elkaars reactie. Rollen van eenzelfde karakter werden dan ook vrijwel steeds aan eenzelfde acteur toevertrouwd. Iedere Italiaanse regio leverde een masker of vaststaand type: zo zorgde het erudiete Bologna voor de figuur van de pedante Il Dottore, de handelsstad Venetië voor het type van de koopman Pantalone, het aan Spanje onderworpen Napels voor de Capitano, en Bergamo, de stad van de lastdragers, voor de lepe dienaren Arlecchino en Brighella. De rollen van Colombina en andere gewiekste kamermeisjes en dergelijke werden door vrouwen vervuld.
De magere Pantalone staat model voor de vrek. In het ene toneelstuk speelt hij de huurbaas, dan weer de schoonvader of de oom. Elke keer is zijn rol echter herkenbaar aan zijn Venetiaans kostuum, waar het woord pantalon ook vandaan komt. De Capitano is een opschepperige Milanese veldheer. Publiekslievelingen zijn de 'zanni', de komische knechten die iedereen op het toneel en in het publiek voor schut zetten. Van hen wordt niet alleen acteertalent verwacht, maar ook een enorme lenigheid om acrobatische toeren uit te kunnen halen. De zanni zijn weer te onderscheiden in verschillende typen, waaruit zich in de volgende eeuwen zelfstandige rollen ontwikkelen. Zo werd Arlecchino later Harlekijn, Pedrolino werd in Frankrijk Pierrot en Pulcinello stond model voor Jan Klaassen in Nederland en Poesjenel in Vlaanderen.

## Geschiedenis
Over de herkomst is weinig zeker, al ligt voor de hand dat ze aansloot bij bepaalde traditionele elementen.
Een deel van de personages zijn ontleend aan de fabulae Atellanae, een theatervorm in het oude Rome die bestond uit meestal geïmproviseerde kluchten, parodieën en politieke satire rond een aantal vaste personages. Het personage Pantalone stamt af van Pappus, de wellustige oude gierigaard uit de atellanae. De commedia dell'arte behield de meeste personages maar voegde er enkele nieuwe aan toe. De dwaze en pedante Dottore komt uit de universiteitsstad Bologna; de havenstad Venetië creëerde Capitano; Arlecchino en Brighella zijn uitgevonden in Bergamo.
Het werd van 1545 af uitsluitend door beroepsacteurs (arte = beroep) gespeeld. Het vroegst bekende gezelschap trad op in Mantua in 1567; het oudst bekende scenario dateert uit 1568. In de 17e eeuw werd het geheel nog spectaculairder door het inlassen van elementen uit de fabels en de mythologie en het gebruik van mechanische trucs ("kunst- en vliegwerk"). De spelersgezelschappen trokken door heel Europa. Na 1660 speelden Italianen, afwisselend met Molière, in het Petit-Bourbon-theater in Parijs, eerst in hun eigen taal, na 1680 ook in het Frans. Ook in andere Franse theaters traden zij op en hun invloed op het Franse toneel (Molière, Marivaux, Beaumarchais) is bijzonder groot.
Omstreeks 1700 raakte de commedia dell'arte in verval, onder andere door concurrentie van het Franse toneel en van het melodrama, en de theaterhervorming van Carlo Goldoni (1707–1793) heeft dit exclusief Italiaanse genre de doodsteek toegebracht. Wel bleven de figuren tot op de huidige dag voortleven in ballet en pantomime, carnaval, circus en poppenspel.
Sinds 1920 is de belangstelling herleefd bij toneelvernieuwers als Jacques Copeau, Jean-Louis Barrault en anderen en wordt de waarde van de improvisatie voor het toneel steeds meer erkend.